# آروو کروسمنت
آروو کروسمنت (استونیایی: Arvo Kruusement؛ زادهٔ ۲۰ آوریل ۱۹۲۸) کارگردان فیلم و تئاتر و بازیگر اهل استونی است.